# Nikołaj Fomin (inżynier atomowy)
Nikołaj Maksimowicz Fomin, ros. Николай Максимович Фомин (ur. 1937 w Nowoekonomiczne) – radziecki inżynier. Był głównym inżynierem w Czarnobylskiej Elektrowni Atomowej od 1981 roku do katastrofy jądrowej w Czarnobylu w 1986 roku.

## Biografia
Nikołaj Maksimowicz Fomin urodził się w obwodzie donieckim w 1937 roku w Nowoekonomiczne.
Fomin był członkiem Komunistycznej Partii Związku Radzieckiego, ale został wydalony po katastrofie w Czarnobylu. Rozpoczął karierę w zaporoskiej elektrociepłowni. W 1972 roku rozpoczął pracę w fabryce w Czarnobylu. Jako główny inżynier zatwierdził niesławny test bezpieczeństwa turbiny, który doprowadził do wybuchu reaktora. Za test odpowiadał jednak zastępca głównego inżyniera, Anatolij Diatłow.
Fomin dowiedział się o wypadku około 4 rano 26 kwietnia 1986 roku i uczestniczył w sprzątaniu w następstwie katastrofy. Następnie został aresztowany wraz z dyrektorem zakładu Wiktorem Briuchanowem. Rozpoczęcie procesu, pierwotnie zaplanowanego na 24 marca 1987 r., musiało zostać kilkukrotnie przełożone z powodu próby samobójczej Fomina. Podczas procesu Fomin obwiniał operatorów o niezastosowanie się do planów testu. W końcu on i Bryiuchanow zostali uznani za winnych i każdy z nich został skazany na 10 lat więzienia.
Podczas pobytu w więzieniu Fomin kilkakrotnie był leczony psychiatrycznie. Ze względów zdrowotnych został wcześniej zwolniony z więzienia i przeniesiony do szpitala psychiatrycznego. Po wyjściu ze szpitala pracował w Kalinińskiej Elektrownii Atomowej. Od przejścia na emeryturę mieszkał z żoną, dziećmi i wnukami w Udomli.